# Cairo Challenger 1991
Il Cairo Challenger 1991 è stato un torneo di tennis facente parte della categoria ATP Challenger Series nell'ambito dell'ATP Challenger Series 1991. Il torneo si è giocato a Il Cairo in Egitto dal 14 al 20 ottobre 1991 su campi in cemento.

## Vincitori

### Singolare
Bryan Shelton ha battuto in finale  Jacco Eltingh con il punteggio di 7–6, 7–6

### Doppio
Martin Damm /  David Rikl hanno battuto in finale  Byron Black /  Marcos Ondruska con il punteggio di 6–2, 6–3